# Hywind Tampen
Hywind Tampen — найбільша у світі та перша в Норвегії плавуча морська вітрова електростанція. Належить норвезькій енергетичній компанії Equinor. Введена в експлуатацію 13 листопада 2022 року.
Розташована приблизно за 140 км від норвезького узбережжя. Hywind Tampen включатиме 11 турбін потужністю 8,6 мегават (МВт) кожна.  Наразі на своїх місцях встановлено сім турбін, які будуть запущені в рамках першого етапу. Ще чотири вже зібрано, але буде встановлено 2023 року. Крім іншого, Hywind Tampen стала першою у світі плавучою вітряною електростанцією, яка живить морські нафтогазові платформи. Станція потужністю 94,6 МВт коштувала компанії 488 млн євро. Вона забезпечить електроенергією нафтогазові родовища Снорре та Гульфакс у норвезькому Північному морі. Очікується, що Hywind Tampen забезпечить близько 35% річних потреб п'яти платформ.